# Yasu, Shiga
Yasu (野洲市 (Dã Châu thị) Yasu-shi) là một thành phố thuộc tỉnh Shiga, Nhật Bản.